# Roman Kirejew

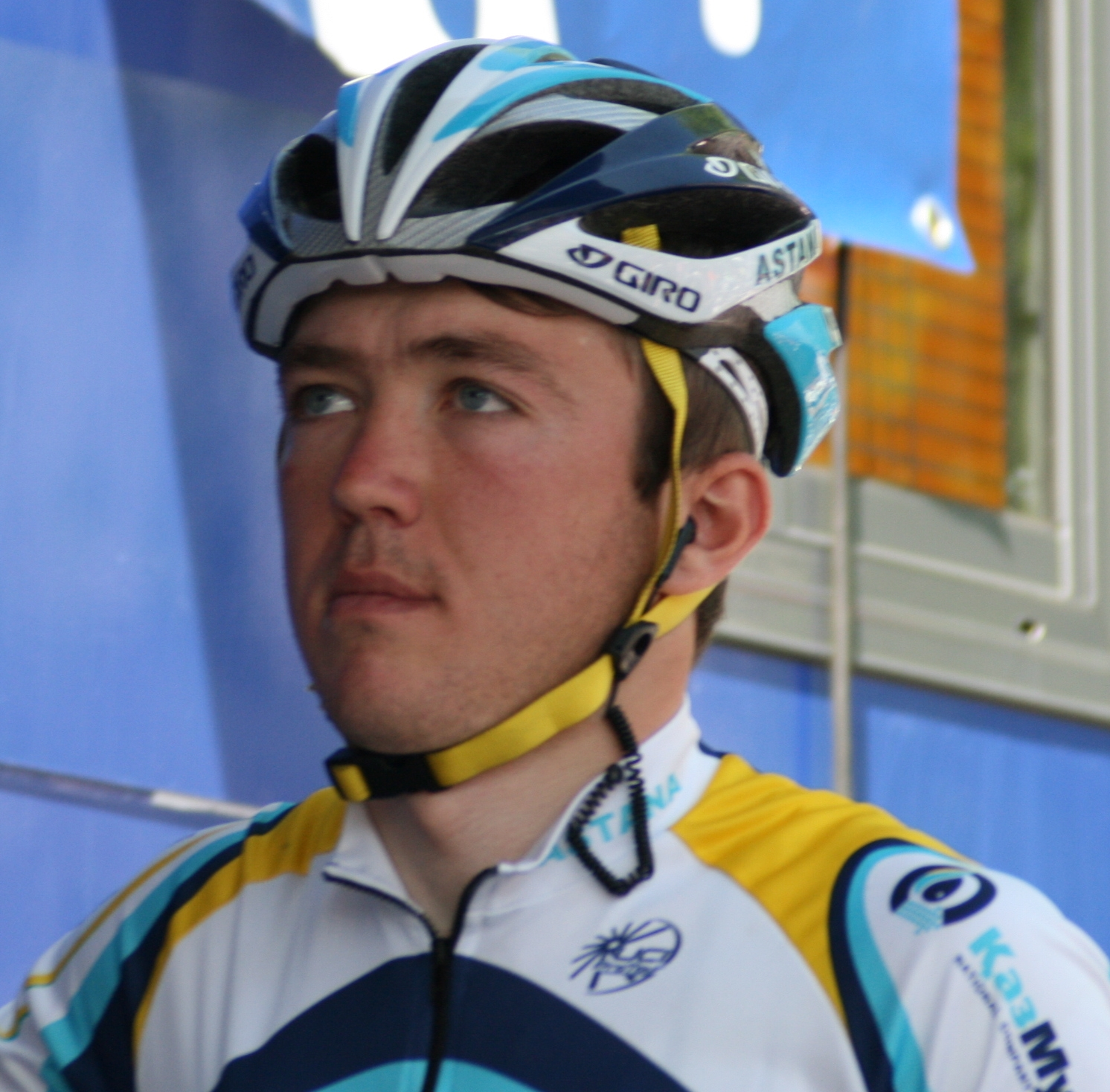
Roman Kirejew bei den Vier Tagen von Dünkirchen 2008

Roman Nikolajewitsch Kirejew (russisch Роман Николаевич Киреев, * 14. Februar 1987) ist ein ehemaliger kasachischer Radrennfahrer.
Roman Kirejew gewann bei den Asian Junior Games 2004 im japanischen Yotsukaichishi jeweils die Bronzemedaille im Straßenrennen und im Einzelzeitfahren. Im Jahr darauf belegte er bei der Junioren-Rundfahrt Giro della Toscana den dritten Platz in der Gesamtwertung. 2006 wurde Kirejew kasachischer Meister im Straßenrennen der U-23-Klasse. Von 2008 an fuhr er für das ProTeam Astana. Bei der nationalen Meisterschaft in Qaraghandy belegte er den dritten Platz im Straßenrennen.
Ende August 2011 verkündete Kirejew aufgrund fortdauernder Rückenprobleme sein sofortiges Karriereende.

## Erfolge
2006
- Kasachischer Meister – Straßenrennen (U-23)

## Teams
- 2008 Team Astana
- 2009 Astana
- 2010 Astana
- 2011 Astana (bis August)